# Катана

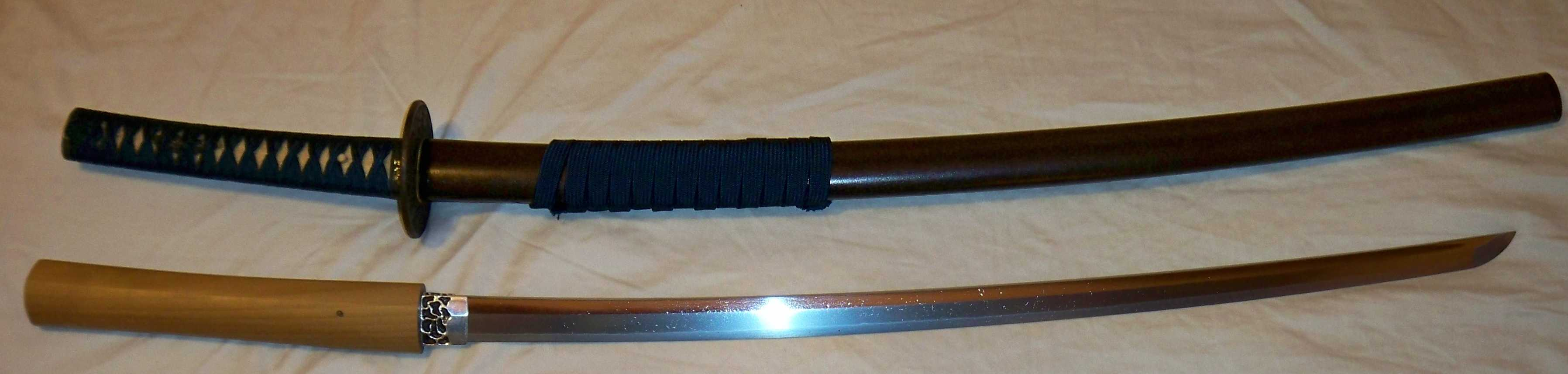
Катана

Катана (яп. 刀, клинок) — японський палашеподібний односічний меч. Історично, один з різновидів традиційних японських мечів (яп. 日本刀), що використовувався самураями феодальної Японії. Сучасну версію катани інколи роблять з нетрадиційних матеріалів та в нетипові способи.
Катана характеризується за її відмінними ознаками: заокруглена, тонка, з одностороннім лезом та округлою чи квадратною гардою, та довгим руків'ям для дворучної хватки.

## Етимологія
Назва меча катана виводиться з праяпонської мови і є поєднанням двох слів-елементів  片 (ката, «одна сторона») і な (на, «лезо»). Але елемент на в одномовних японських джерелах пишеться як 刃 («клинок», «лезо») і немає жодного історичного підтверження прочитання елемента на. Порівняння із середньокорейським ᄂᆞᆶ(нолх, «лезо») і сучасним корейським 날 (нал) дає можливість припустити корейське походження цього останнього елемента.
У феодальній Японії поширюється меч утікатана (яп. 打刀). Термін з'явився раніше і позначав легші та короткі, порівняно з тачі, мечі. Спочатку утікатана була зброєю для небагатих людей, і лише в епоху Едо (1603 - 1868) вона зайняла місце основного меча Японії. З цієї епохи вона почала називатися «катаною».

## Конструкція

### Клинок

Клинок катани

- 1. Кіссакі — вістря;
- 2. Фукура — ріжуча поверхня вістря;
- 3. Босі — лінія гартування на вістрі;
- 4. Ко-сіноґі — ребро клинка на вістрі;
- 5. Йокоте — розділяюча лінія вістря;
- 6. Моноуті — б'юча поверхня;
- 7. Ха — ріжучий край;
- 8. Які-ха — загартована частина клинка з вкрапленнями кристалів (Ніе великі і Ніоі — маленькі кристали);
- 9. Хамон — лінія гартування;
- 10. Муне — тупий кінець клинка;
- 11. Хада — малюнки, що з'явились під час вальцювання;
- 12. Сіноґі-дзі — поверхня ребра клинка;
- 13. Дзі-ада — лезо;
- 14. Сіноґі — ребро клинка;
- 15. Наґадза — довжина клинка;
- 16. Сорі — прогин клинка;
- 17. Муне-масі — край тупого кінця клинка;
- 18. Ха-масі — край ріжучої частини;
- 19. Хабакі — металева фіксуюча муфта;
- 20. Мекуґі-ана — отвір для штиря;
- 21. Накаґо — хвостовик;
- 22. Ясурі-ме — насічка на хвостовику;
- 23. Мей — місце написів на хвостовику (ім'я майстра, рік виготовлення і т.і.);
- 24. Накаґо-дзірі — край хвостовика.

Шпилька кога із родовим гербом була свого роду візитною карткою самурая, яку він залишав у тілі убитого на поєдинку суперника.
Найдавніші катани — залізні, дуже непрості за формою. Надалі їх стали виготовляти з особливого сплаву «Сякудо». Цей твердий червонувато-коричневий сплав міді, срібла, олова, сталі та золота дозволяв створювати справжні витвори мистецтва. Широко застосовувалася техніка глибокої таушіровки — в розігріту катану вбивали золотий або срібний дріт, потім візерунок шліфували. Катани фантастично красиві і витіюваті: то зграя мавп кривляється в гілках дерева, то журавель розпростер крила з ретельно проробленим пір'ям, то розквітала квітка хризантеми або сакури. Саме катани найчастіше колекціонують сучасні цінителі японського мистецтва, і розкид цін на них величезний: від 300—400 до декількох десятків тисяч доларів.

## Катана в сучасному мистецтві
Катана присутня у численних фільмах та відеоіграх, події яких відбуваються у Японії або якщо серед персонажів є японці.

### В кінематографі
- Останній самурай
- Убити Білла. Фільм 1
- Убити Білла. Фільм 2
- Еквілібріум
- Перший загін — використовує головна героїня Надя.
- Deadpool всі фільми.

### У відеоіграх
- Dying Light
- Payday 2 — у грі присутня катана типу Shinsakuto (різновид мечів сучасного виробництва).
- Killing Floor
- Killing Floor 2
- Shadow Fight 2
- Shadow Warrior 2 — у грі присутні різноманітні варіанти катан: від традиційних до високотехнологічних.
- Hotline Miami
- Hotline Miami 2: Wrong Number
- The Matrix: Path of Neo
- Tomb Raider —використовують Штормові охоронці та деякі члени Братства Сонця.
- The Forest
- Ghostrunner
- Sekiro Shadows Die Twice
- Elden Ring
- Kenshi
- Devil May Cry 3
- Devil May Cry 4
- Devil May Cry 5
- Ghost of Tsushima
- Metal gear rising revengeance
- Fallout 3 (DLC Mothership Zeta)
- Fallout: New Vegas (DLC Gun Runners’ Arsenal)
- Dead by Daylight — використовують вбивці Дух та Оні.

## Факти
- Під час Другої світової війни 5 німецьких військовиків були нагороджені почесними самурайськими катанами: Бернгард Рогге, Едуард Дітль, Вальтер фон Браухіч, Герман Герінг та Ервін Роммель.